# Berthold Hirsch
Berthold Hirsch (geboren am 15. April 1890 in Wien; gestorben am 25. November 1941 in Kaunas) war ein deutsch-jüdischer Verlagsbuchhändler.

## Werdegang
Hirsch wurde als Sohn des Simon Hirsch und der Franziska Hirsch geboren. Nach der Eheschließung mit der Buchhändlertochter Amanda Steckerl (gestorben 1932) führte er gemeinsam mit ihr in der Münchener Klenzestraße 14 die Süddeutsche Versandbuch- und Zeitschriftenhandlung R. Steckerl. Von 1928 an lebte das Paar in einer Villa in der Apianstraße 8 (heute Petergörglstraße) in der damals selbstständigen Gemeinde Obermenzing.
Hirsch stiftete 1931 dem Gemeinderat 238 Bände aus seiner Verlagsbuchhandlung und legte damit den Grundstock für die örtliche Gemeindebibliothek. In der Pogromnacht 1938 wurde Berthold Hirsch in das KZ Dachau verschleppt und dort gezwungen, dem Rechtsanwalt Kügle Vollmacht für alle Vermögensangelegenheiten zu erteilen. Sein Haus Apianstraße 8 wurde danach durch den Rechtsanwalt an die „Vermögensverwaltung München GmbH“ und von dieser 1940 an den Präsidenten der „Kameradschaft der Künstler“ Robert Scherer verkauft. 
Nach seiner Entlassung musste Hirsch Zwangsarbeit für ein Bauunternehmen leisten. 1939 bemühte er sich erfolglos um eine Emigration nach Shanghai. Zusammen mit seinem Bruder und seiner Schwägerin wurde er am 20. November 1941 nach Kaunas deportiert und dort fünf Tage später zusammen mit 1000 weiteren Münchener Juden ermordet.

## Ehrungen
In Erinnerung an Hirsch beschloss die Stadt München am 1. Oktober 2009 die Benennung einer Neubaustraße in Obermenzing nach ihm.